# Топоними с печенежки произход
Печенежките топоними са един от източниците за изучаването на печенежкия език. Запазените до днес топоними с предполагаем печенежки произход са открити в топонимията на различни страни – Румъния, Унгария, България, Сърбия, Украйна, Молдова, Словакия и дори Австрия и Полша. За произхода на част от тях има повече мнения. Един от по-известните примери е спорът за етимологията на името на династията на Басарабите и оттам – на Бесарабия. По-сигурен е произходът на тези местни имена, които водят пряко към етнонима печенеги в различните му форми или към имената на отделни печенежки или сродни на печенегите племена – талмат, берендеи и други.

## Австрия
- Пьотчинг Pöttsching (унг. Печеньод Pecsenyéd), град в Бургенланд.

## България
- Беренде, село в община Драгоман,
- Беренде, село в община Земен,
- Батановци, град в Пернишка област[2].
- Бусманци, село в район Искър[3]
- Гурмазово, село в община Божурище[3].

## Румъния
- Стар Бешенов, село в Банат,
- Шепшибешеньо (Бешеныо, на рум. Падурени), село в окръг Ковасна, Трансилвания,
- Бацан, Бацани Мич и Бацани Мари, села в окръг Ковасна[4],
- Печеняга, село в Северна Добруджа[5],
- Печеняга, връх в Карпатите (Фагараш) и река в окръг Караш-Северин,
- Печинишка, село в окръг Караш-Северин, Банат,
- Талмачиу, град в окръг Сибиу.

## Северна Македония
- Печенци, връх в Кратовско[6]

## Словакия
- Бешенова (Бешеньофалу), село и община в Жилински край.

## Сърбия
- Бешеново, село в Сремски окръг, споменато за пръв път през 1253 година под името Bessenev.[7]
- Печеневце, село край Лесковъц.[6]
- Печеног, село в Рашки окръг[6]

## Унгария
- Бешеньод, село в област Саболч-Сатмар-Берег.

## Украйна
- Кубей, село в Болградски район, Одеска област.[8]
- Печенижин, село в Ивано-Франковска област.[9][10].
- Печенюги, село в Черниговска област.[9]